# Adenau
Adenau é uma cidade da Alemanha, localizada no distrito de Ahrweiler, estado de Renânia-Palatinado. É sede da associação municipal homónima.

## Política
Cadeiras ocupadas na comunidade:
|      | SPD | CDU | FDP | ödp | Total       |
| 2009 | 2   | 12  | 3   | 3   | 20 Cadeiras |
| 2004 | 2   | 13  | 2   | 3   | 20 Cadeiras |